# Andrij Szyrobokow
Andrij Mychajłowycz Szyrobokow (ukr. Андрій Михайлович Широбоков, ur. 10 stycznia 1982 w Ługańsku) – ukraiński piłkarz, grający na pozycji napastnika, a wcześniej pomocnika.

## Kariera piłkarska

### Kariera klubowa
Wychowanek SDJuSzOR Zoria Ługańsk, barwy którego bronił w juniorskich mistrzostwach Ukrainy (DJuFL). Pierwszy trener Wałerij Andruch. W 1998 rozpoczął karierę piłkarską w składzie amatorskiej drużyny Szachtar Ługańsk, w 1999 rozegrał jeden mecz w Awanhardzie Roweńki. W 2001 powrócił do Zorii Ługańsk, ale nieczęsto wychodził na boisko w podstawowej jedenastce, dlatego na początku 2003 wyjechał do Białorusi, gdzie bronił barw FK Smorgonie. Latem 2004 powrócił do Ukrainy, gdzie został piłkarzem Polissia Żytomierz, a na początku 2005 wyjechał do Finlandii, gdzie występował w klubach Äänekosken Huima, Norrvalla FF i Vaasa IFK.

## Sukcesy i odznaczenia

### Sukcesy klubowe
- brązowy medalista Pierwszej lihi Białorusi: 2003